# Куэстас, Хуан Линдольфо
Хуан Линдольфо де-лос-Рейес Куэстас Йорк (исп. Juan Lindolfo de los Reyes Cuestas York; 6 января 1837, Пайсанду, Уругвай — 21 июня 1905, Париж, Франция) — уругвайский государственный деятель, президент Уругвая (1897—1899 и 1899—1903).

## Биография
С юности занимался промышленной торговлей, став экспертом в области бухгалтерского учета и администрирования, что в конечном итоге позволило ему занять ряд государственных должностей, связанных с этой сферой. С 1863 г. он вел бухгалтерский учет, а в 1866 г. был назначен руководителем отделения Banco Italiano в департаменте Серро-Ларго. Позже он начал работать на таможне, заняв через некоторое время пост главы таможни Монтевидео.
Изначально принадлежал к группе «коллективистов», которые окружали президентов Хулио Эрреру-и-Обеса и Хуана Идиарте Борду и которые монополизировали политические позиции путем манипулирования выборами, вызвав критику со стороны националистической оппозиции (Эдуардо Асеведо Диас) и партии «Колорадо» (Хосе Батлье-и-Ордоньес). В 1881 г. становится членом партии «Колорадо».
В 1875—1876 и 1880—1882 гг. — министр финансов, на этом посту максимально упорядочил состояние казначейства, но он не смог объединить долг из-за требований британских кредиторов, с которыми он вел переговоры. В 1884—1886 гг. — министр юстиции, культа и общественного просвещения. Его реформистская политика и попытка уменьшить привилегии духовенства вызвали личную неприязнь со стороны консервативных кругов страны. В 1886 г. он вновь непродолжительное время занимал пост министра финансов, после чего был назначен послом в Аргентине.
По возвращении на родину избирался в Палату депутатов и Сенат.
В качестве президента Сената в августе 1897 г. после убийства президента президента Хуана Борды становится исполняющим обязанности главы государства, в этой должности был поддержан в том числе и противниками убитого президента. Сумел договориться с повстанцами о прекращении конфликта и утвердил избирательную реформу, которая удовлетворяла требованиям оппозиции. Также подписал договор с Национальной партией, который дал ей контроль над шестью департаментами Уругвая и пообещал всем гражданам уважение конституционных прав, что успокоило политический ландшафт, но в конечном итоге способствовало усилению разделения страны. Однако вскоре он столкнулся с противодействием «коллективистов», что даже привело к изданию им указа об изгнании их лидеров из страны, который, впрочем, был вскоре отменен. Впрочем, через некоторое время он направил против своих оппонентов четыре подразделения добровольцев Национальной гвардии и на основании того, что парламентские выборы 1898 г. были сфальфицированы распустил обе палаты парламента, заменив его Государственным советом.
В ответ «коллективисты» предприняли две попытки вооруженных восстаний, которые произошли в июле 1898 г. и в феврале 1899 г., оба мятежа были подавлены, их участники были заключены в тюрьму или отправлены в изгнание. В феврале 1899 г. он на некоторое время передал власть президенту Сената Хосе Батлье-и-Ордоньесу, чтобы вскоре стать конституционным главой государства.
С 1899 по 1903 г. — президент Уругвая. Ввел жесткую административную дисциплину, установив, что государственные служащие, которые не приходят на работу вовремя, будут временно отстранены от работы, также ввел систему тендеров на государственные закупки. Началась работа по строительству порта Монтевидео. Придерживаясь антиклерикальной идеологии, установил ограничения для римского католицизма и допуска священников в страну.
В марте 1903 г., после безуспешной попытки выдвинуть на пост президента кандидатуру сына, дипломата Хуана Куэстаса, он уехал в Париж, где скончался несколько месяцев спустя. Когда его останки были репатриированы в Уругвай, правительство не предоставило ему похоронные награды, которые соответствовали бы ему в его качестве президента Республики.